# Croatie au Concours Eurovision de la chanson
La Croatie participe au Concours Eurovision de la chanson, depuis sa trente-huitième édition, en 1993, et ne l'a encore jamais remporté.

## Débuts
Le pays fit donc ses débuts en 1993. Cette année-là, à la suite de la chute du Rideau de fer et à la dislocation de la Yougoslavie, le nombre de pays désireux de participer au concours crût fortement. L’UER élargit le nombre maximum de pays participants, le faisant passer de vingt-trois à vingt-cinq. Mais seuls les vingt-deux pays ayant participé à l’édition 1992 du concours obtinrent d’emblée une place en finale.  L’UER décida que les trois dernières places seraient attribuées via une présélection, qui serait organisée par la télévision publique slovène : Kvalifikacija za Millstreet.
Kvalifikacija za Millstreet (en français : Qualification pour Millstreet) détient la particularité d’avoir été la toute première présélection de l’histoire du concours. Elle se déroula le samedi 3 avril 1993, à Ljubljana, en Slovénie, et se conclut par la qualification de la Bosnie-Herzégovine, de la Croatie et de la Slovénie.

## Participation
Depuis 1993, la Croatie a manqué deux éditions du concours, en 2014 et en 2015. Le pays décida de se retirer pour des raisons financières.
Depuis l'instauration des demi-finales, en 2004, la Croatie a manqué neuf finales du concours : en 2007, 2010, 2011, 2012, 2013, 2018, 2019, 2021 et 2022.

## Résultats
La Croatie n'a encore jamais remporté le concours. 
Le meilleur classement du pays en finale demeure jusqu'à présent la deuxième place de Baby Lasagna en 2024.
Le pays n’a jamais terminé à la dernière place, ni obtenu de nul point.

## Pays hôte
La Croatie n'a encore jamais organisé le concours comme un pays independent. Cependant, en 1990, sa capitale Zagreb a accueilli le concours de cette année, alors qu'il faisait encore partie de la Yougoslavie.

## Faits notables
Avant de faire ses débuts, en 1993, la Croatie participait à la sélection nationale yougoslave, Jugovizija, qui était organisée par la télévision publique yougoslave, la Jugoslavenska radiotelevizija (JRT). Chaque diffuseur des six républiques et des deux régions autonomes constituant la Yougoslavie envoyait un artiste concourir en son nom. Le vainqueur de Jugovizija représentait ensuite le pays à l'Eurovision. La Croatie remporta à treize reprises cette sélection nationale.
| Année | Artiste(s)           | Chanson              | Traduction française  | Place (en finale) | Points (en finale) |
| ----- | -------------------- | -------------------- | --------------------- | ----------------- | ------------------ |
| 1963  | Vice Vukov           | Brodovi              | Des bateaux           | 11                | 03                 |
| 1965  | Vice Vukov           | Čežnja               | Désir                 | 12                | 02                 |
| 1968  | Dubrovački Trubaduri | Jedan dan            | Un jour               | 07                | 08                 |
| 1969  | Ivan & 3M            | Pozdrav svijetu      | Salut au monde        | 13                | 05                 |
| 1971  | Krunoslav Slabinac   | Tvoj dječak je tužan | Ton garçon est triste | 14                | 68                 |
| 1972  | Tereza Kesovija      | Muzika i ti          | La musique et toi     | 09                | 87                 |
| 1983  | Danijel              | Džuli                | Julie                 | 04                | 125                |
| 1984  | Vlado & Isolda       | Ciao, amore          | Au revoir, mon amour  | 18                | 26                 |
| 1986  | Doris Dragović       | Željo moja           | Mon désir             | 11                | 49                 |
| 1987  | Novi Fosili          | Ja sam za ples       | Je veux danser        | 04                | 92                 |
| 1988  | Srebrna Krila        | Mangup               | Canaille              | 06                | 87                 |
| 1989  | Riva                 | Rock Me              | Fais-moi bouger       | 01                | 137                |
| 1990  | Tajči                | Hajde da ludujemo    | Soyons fous           | 07                | 81                 |

En 1999, l’abandon de l’orchestre et le recours intégral à une bande-son ne modifièrent aucunement une règle essentielle du concours : toutes les parties chantées devaient continuer à être interprétées en direct. Or, la chanson croate, Maria Magdalena, comportait des chœurs masculins préenregistrés sur sa bande-son. Le pays fut sanctionné après le concours, sur plainte de la délégation norvégienne : son score fut réduit d’un tiers, ce qui diminua son score moyen entrant en compte pour la relégation. Son classement à la quatrième place fut cependant maintenu.

## Représentants
| Édition                  | Année | Artiste(s)                        | Langue(s)               | Chanson          | Traduction française             | Finale                                                 | Finale                                                 | Demi-finale                                            | Demi-finale                                            |
| Édition                  | Année | Artiste(s)                        | Langue(s)               | Chanson          | Traduction française             | Place                                                  | Points                                                 | Place                                                  | Points                                                 |
| ------------------------ | ----- | --------------------------------- | ----------------------- | ---------------- | -------------------------------- | ------------------------------------------------------ | ------------------------------------------------------ | ------------------------------------------------------ | ------------------------------------------------------ |
| 38e                      | 1993  | Put                               | Don't Ever Cry          | Croate, anglais  | Ne pleure jamais                 | 15                                                     | 31                                                     |                                                        |                                                        |
| 39e                      | 1994  | Tony Cetinski                     | Nek' ti bude ljubav sva | Croate           | Tu peux avoir tout l'amour       | 16                                                     | 27                                                     |                                                        |                                                        |
| 40e                      | 1995  | Magazin & Lidija                  | Nostalgija              | Croate           | Nostalgie                        | 06                                                     | 91                                                     |                                                        |                                                        |
| 41e                      | 1996  | Maja Blagdan                      | Sveta ljubav            | Croate           | Amour sacré                      | 04                                                     | 98                                                     |                                                        |                                                        |
| 42e                      | 1997  | E.N.I.                            | Probudi me              | Croate           | Réveille-moi                     | 17                                                     | 24                                                     |                                                        |                                                        |
| 43e                      | 1998  | Danijela                          | Neka mi ne svane        | Croate           | Puisse l'aube ne jamais se lever | 05                                                     | 131                                                    |                                                        |                                                        |
| 44e                      | 1999  | Doris Dragović                    | Marija Magdalena        | Croate           | Marie Madeleine                  | 04                                                     | 118                                                    |                                                        |                                                        |
| 45e                      | 2000  | Goran Karan                       | Kada zaspu anđeli       | Croate           | Quand les anges s'endorment      | 09                                                     | 70                                                     |                                                        |                                                        |
| 46e                      | 2001  | Vanna                             | Strings of My Heart     | Anglais          | Les cordes de mon cœur           | 10                                                     | 42                                                     |                                                        |                                                        |
| 47e                      | 2002  | Vesna Pisarović                   | Everything I Want       | Anglais          | Tout ce que je veux              | 11                                                     | 44                                                     |                                                        |                                                        |
| 48e                      | 2003  | Claudia Beni                      | Više nisam tvoja        | Croate, anglais  | Je ne t'appartiens plus          | 15                                                     | 29                                                     |                                                        |                                                        |
| 49e                      | 2004  | Ivan Mikulić                      | You Are the Only One    | Anglais          | Tu es la seule                   | 12                                                     | 50                                                     | 09                                                     | 72                                                     |
| 50e                      | 2005  | Boris Novković feat. Lado Members | Vukovi umiru sami       | Croate           | Les loups meurent seuls          | 11                                                     | 115                                                    | 04                                                     | 169                                                    |
| 51e                      | 2006  | Severina                          | Moja štikla             | Croate           | Mon escarpin                     | 13                                                     | 56                                                     |                                                        |                                                        |
| 52e                      | 2007  | Dragonfly feat. Dado Topić        | Vjerujem u ljubav       | Croate           | Je crois en l'amour              |                                                        |                                                        | 16                                                     | 54                                                     |
| 53e                      | 2008  | Kraljevi Ulice & 75 Cents         | Romanca                 | Croate           | Romance                          | 21                                                     | 44                                                     | 04                                                     | 112                                                    |
| 54e                      | 2009  | Igor Cukrov feat. Andrea          | Lijepa Tena             | Croate           | Belle Tena                       | 18                                                     | 45                                                     | 13                                                     | 33                                                     |
| 55e                      | 2010  | Feminnem                          | Lako je sve             | Croate           | Tout est facile                  |                                                        |                                                        | 13                                                     | 33                                                     |
| 56e                      | 2011  | Daria Kinzer                      | Celebrate               | Anglais          | Célébrer                         |                                                        |                                                        | 15                                                     | 41                                                     |
| 57e                      | 2012  | Nina Badrić                       | Nebo                    | Croate           | Le ciel                          |                                                        |                                                        | 12                                                     | 42                                                     |
| 58e                      | 2013  | Klapa s Mora                      | Mižerja                 | Croate           | Misère!                          |                                                        |                                                        | 13                                                     | 38                                                     |
| Retrait en 2014 et 2015. |       |                                   |                         |                  |                                  |                                                        |                                                        |                                                        |                                                        |
| 61e                      | 2016  | Nina Kraljić                      | Lighthouse              | Anglais          | Phare                            | 23                                                     | 73                                                     | 10                                                     | 133                                                    |
| 62e                      | 2017  | Jacques Houdek                    | My Friend               | Anglais, italien | Mon ami                          | 13                                                     | 128                                                    | 08                                                     | 141                                                    |
| 63e                      | 2018  | Franka                            | Crazy                   | Anglais          | Folle                            |                                                        |                                                        | 17                                                     | 63                                                     |
| 64e                      | 2019  | Roko                              | The Dream               | Anglais, croate  | Le rêve                          |                                                        |                                                        | 14                                                     | 64                                                     |
| 65e                      | 2020  | Damir Kedžo                       | Divlji vjetre           | Croate           | Vents sauvages                   | Concours annulé à la suite de la pandémie de COVID-19. | Concours annulé à la suite de la pandémie de COVID-19. | Concours annulé à la suite de la pandémie de COVID-19. | Concours annulé à la suite de la pandémie de COVID-19. |
| 65e                      | 2021  | Albina                            | Tick-Tock               | Anglais, croate  | Tic-toc                          |                                                        |                                                        | 11                                                     | 110                                                    |
| 66e                      | 2022  | Mia Dimšić                        | Guilty Pleasure         | Anglais, croate  | Plaisir coupable                 |                                                        |                                                        | 11                                                     | 75                                                     |
| 67e                      | 2023  | Let 3                             | Mama ŠČ!                | Croate           | Maman sssh !                     | 13                                                     | 123                                                    | 08                                                     | 76                                                     |
| 68e                      | 2024  | Baby Lasagna                      | Rim Tim Tagi Dim        | Anglais          | -                                | 02                                                     | 547                                                    | 01                                                     | 177                                                    |
| 69e                      | 2025  | Marko Bošnjak                     | Poison Cake             | Anglais          | Gâteau au poison                 |                                                        |                                                        | 12                                                     | 28                                                     |

- Première place
- Deuxième place
- Troisième place
- Dernière place

 Qualification automatique en finale
 Élimination en demi-finale

## Galerie

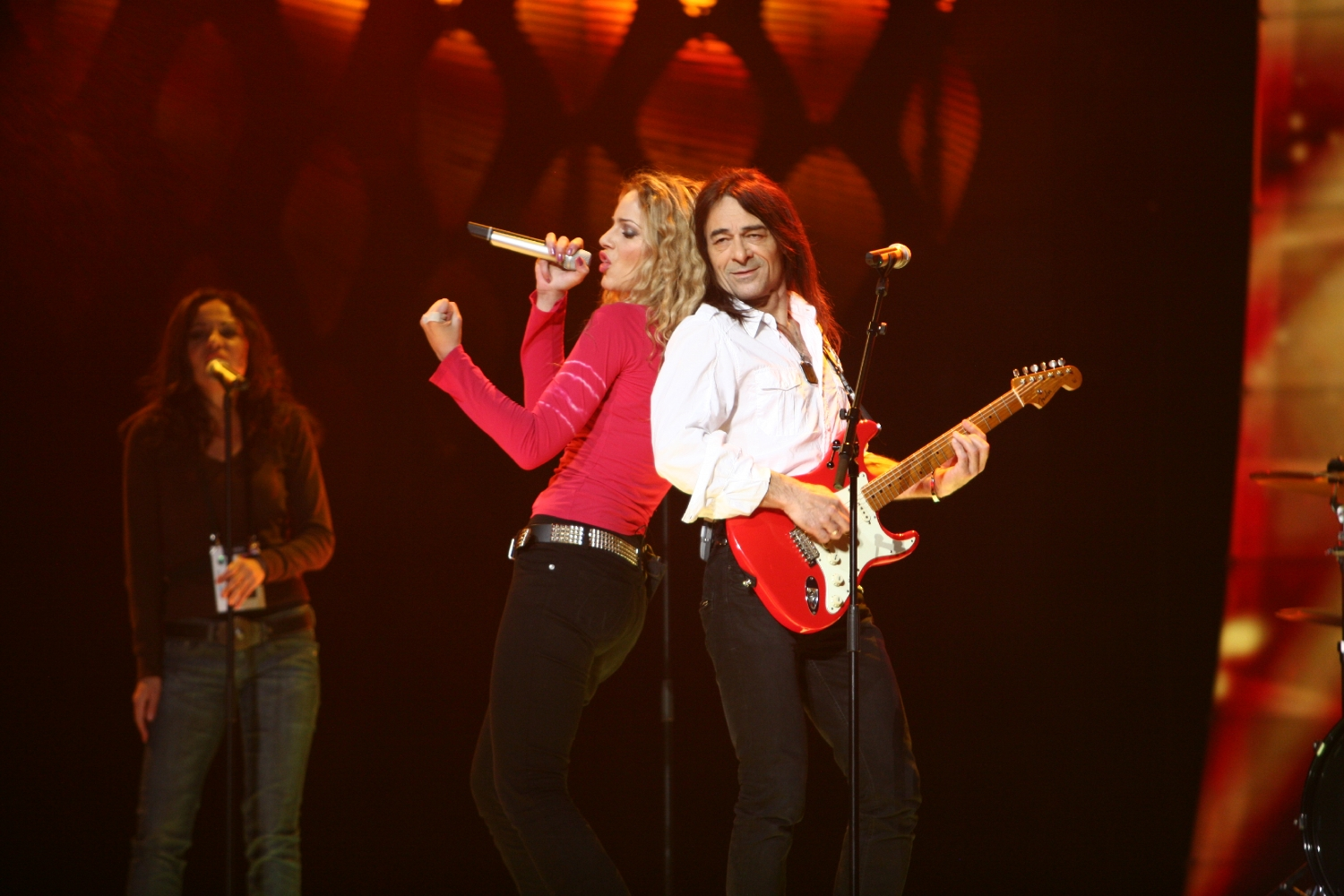
Dragonfly & Dado Topić à Helsinki (2007)
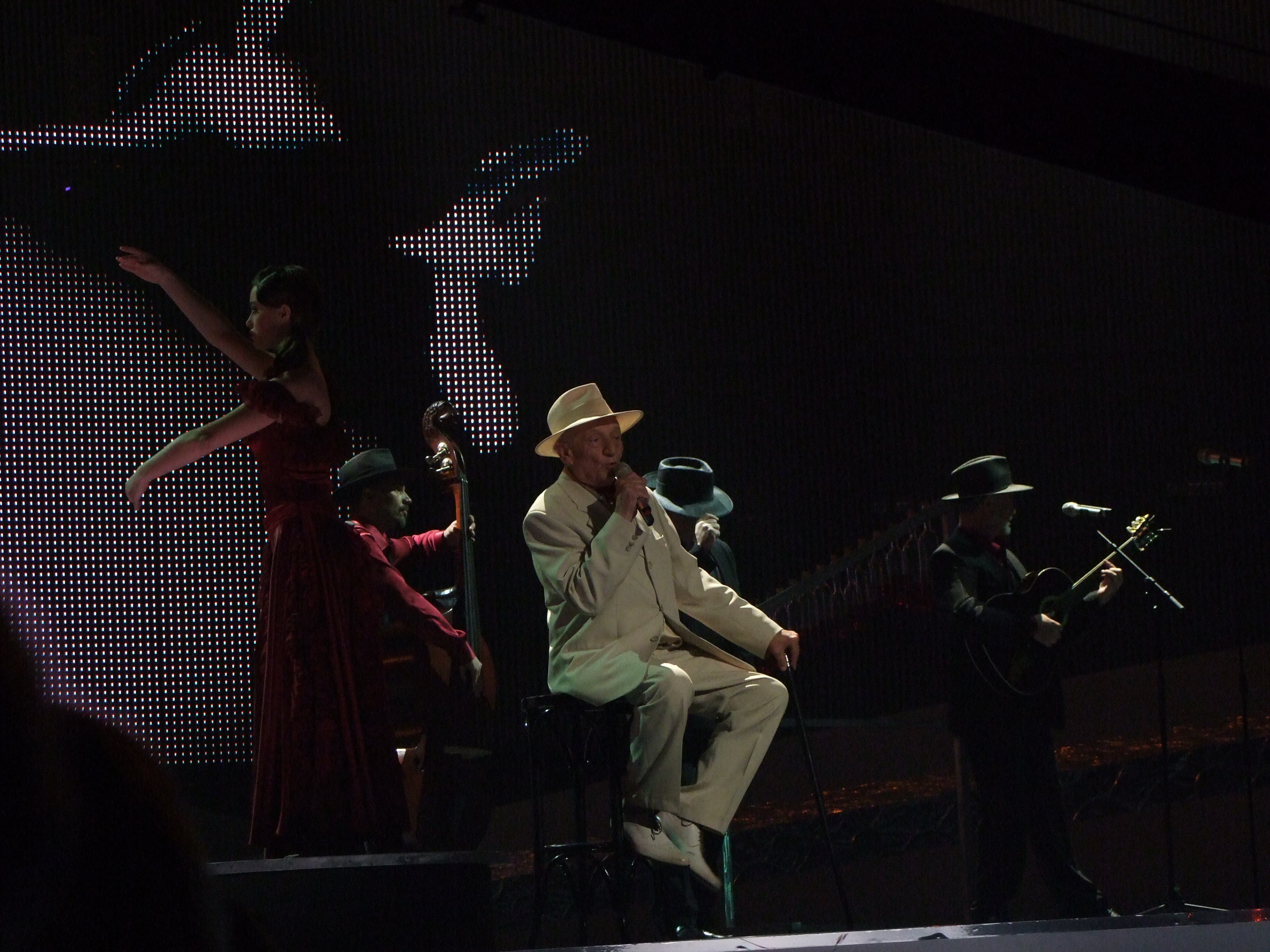
Kraljevi Ulice & 75 Cents à Belgrade (2008)
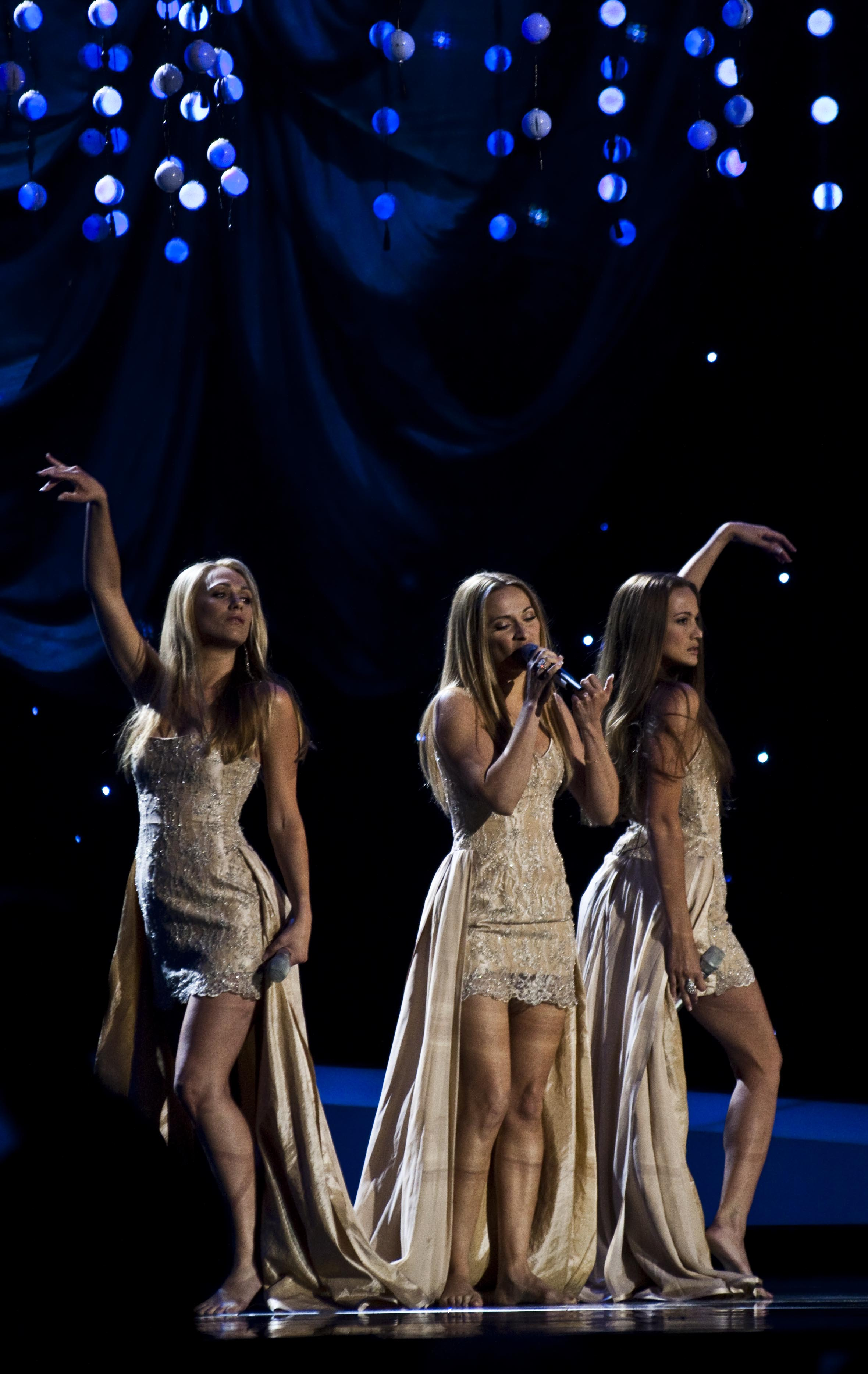
Feminnem à Oslo (2010)
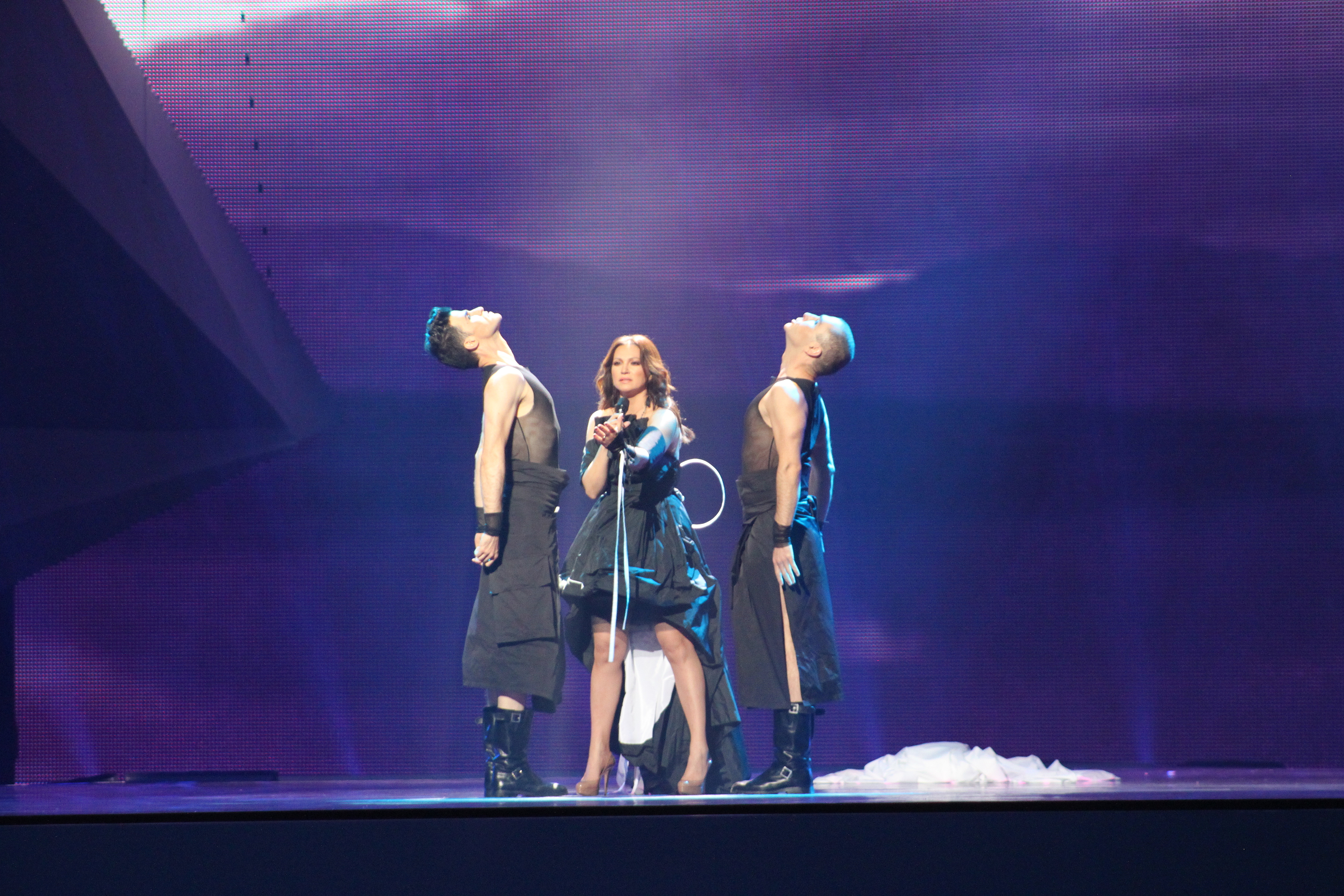
Nina Badrić à Bakou (2012)
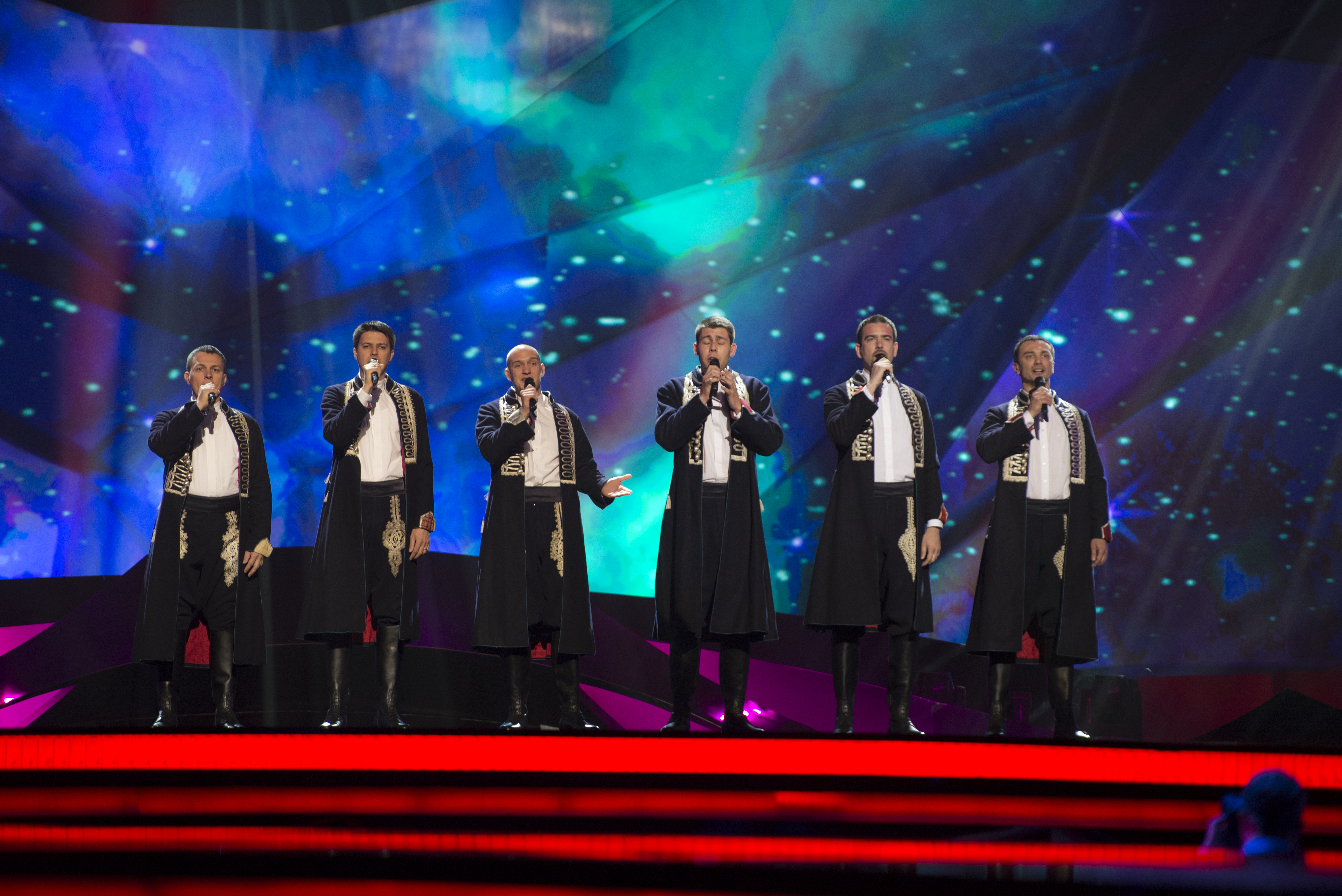
Klapa s Mora à Malmö (2013)
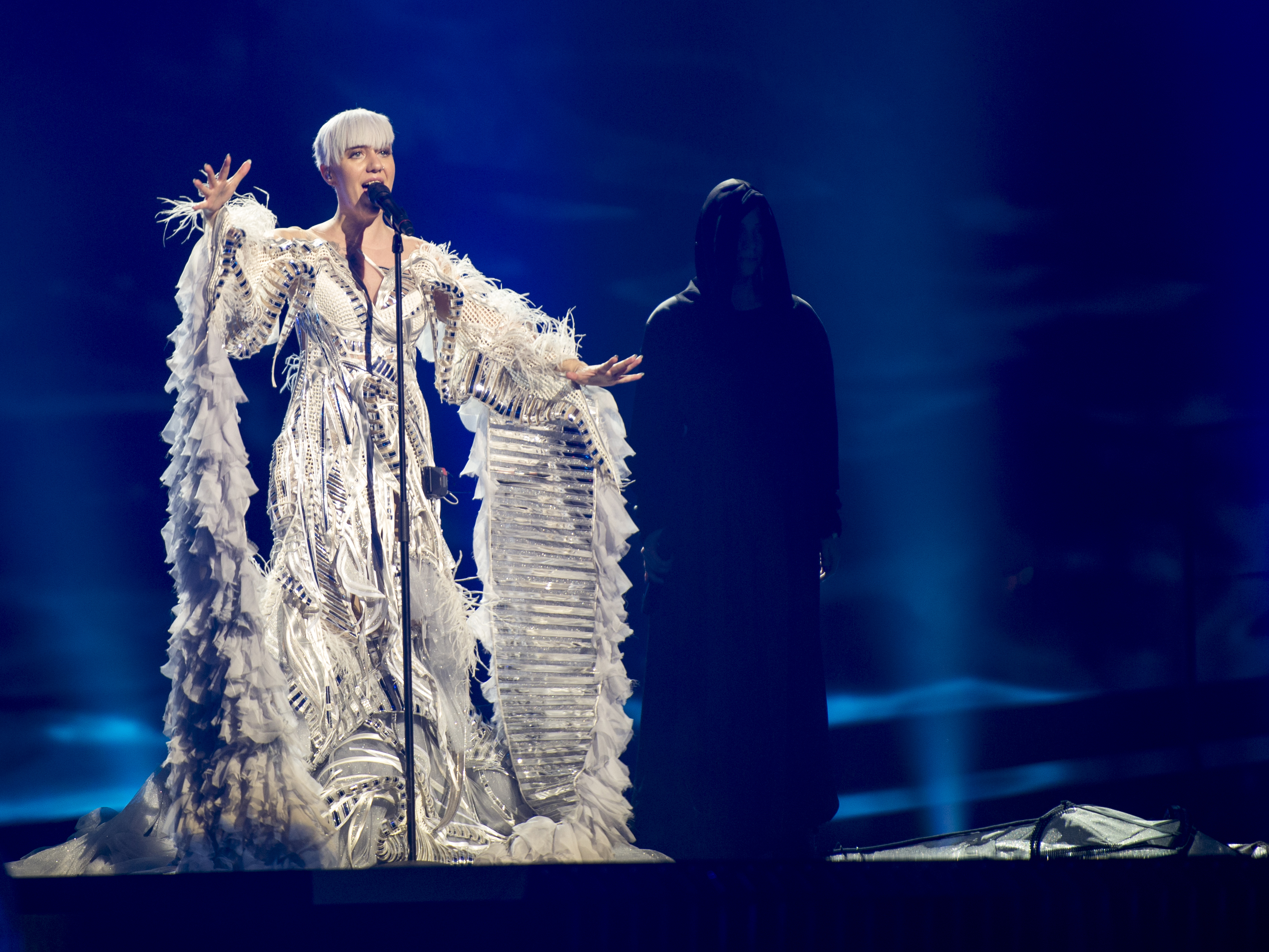
Nina Kraljić à Stockholm (2016)
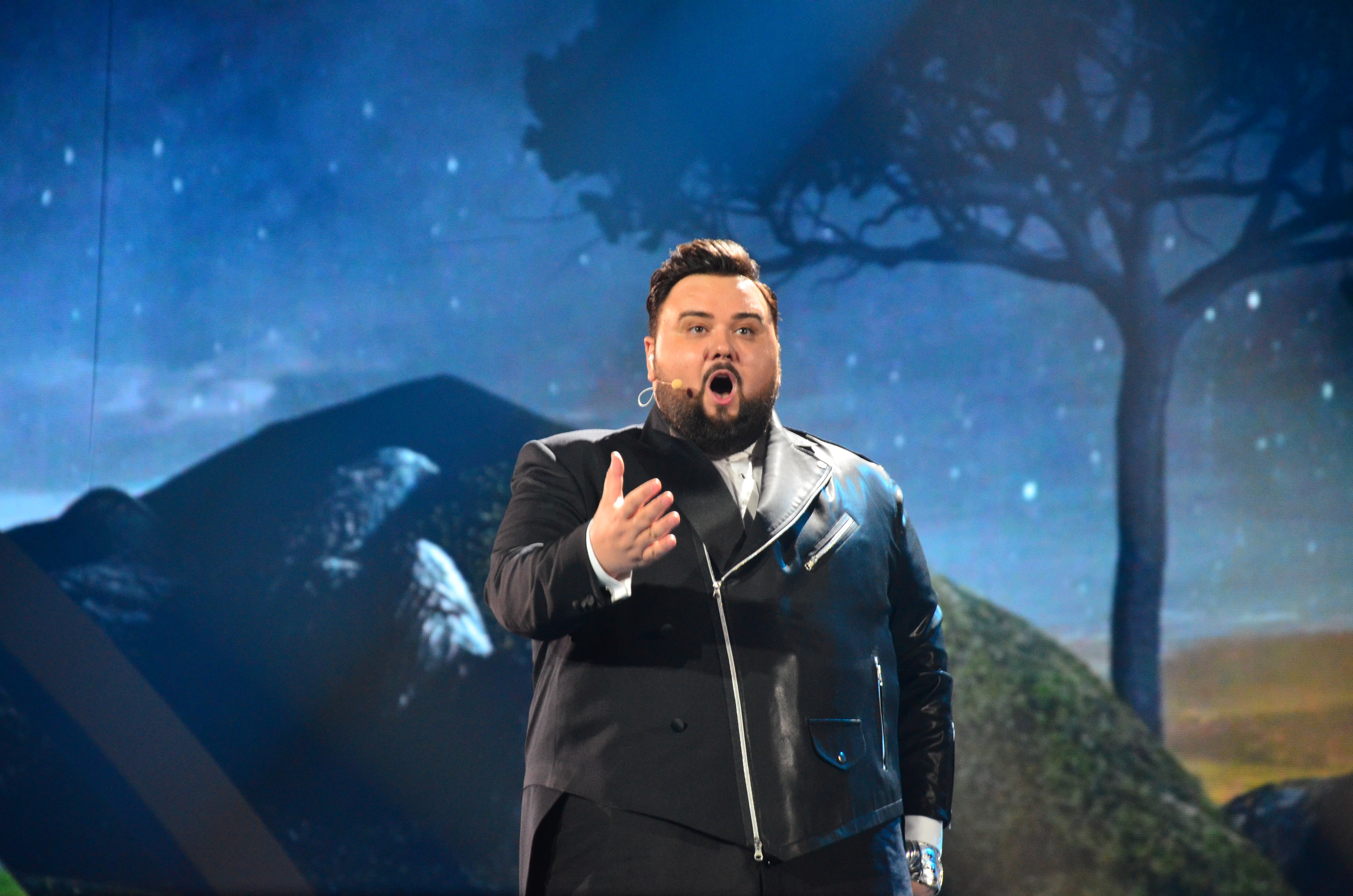
Jacques Houdek à Kiev (2017)
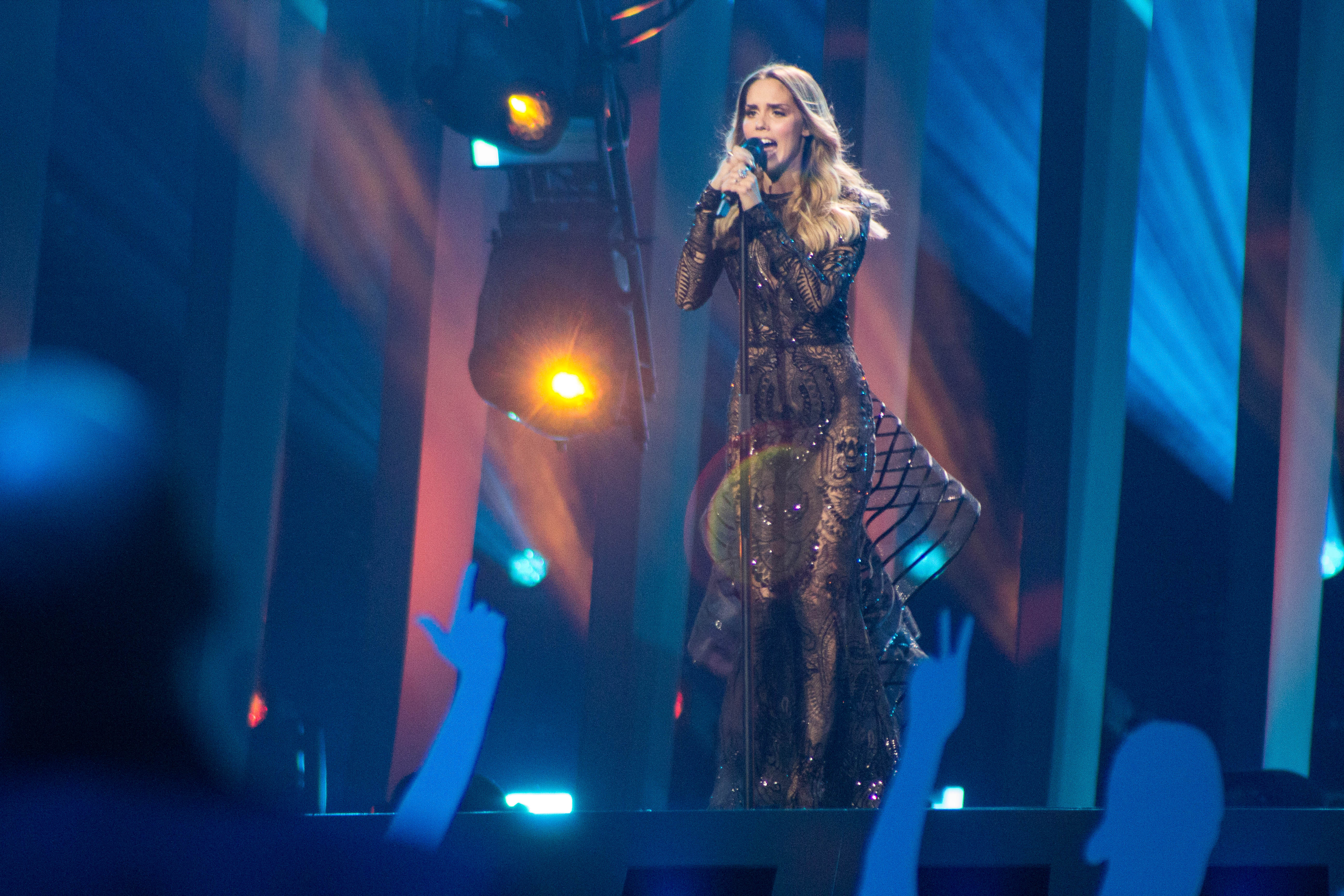
Franka à Lisbonne (2018)
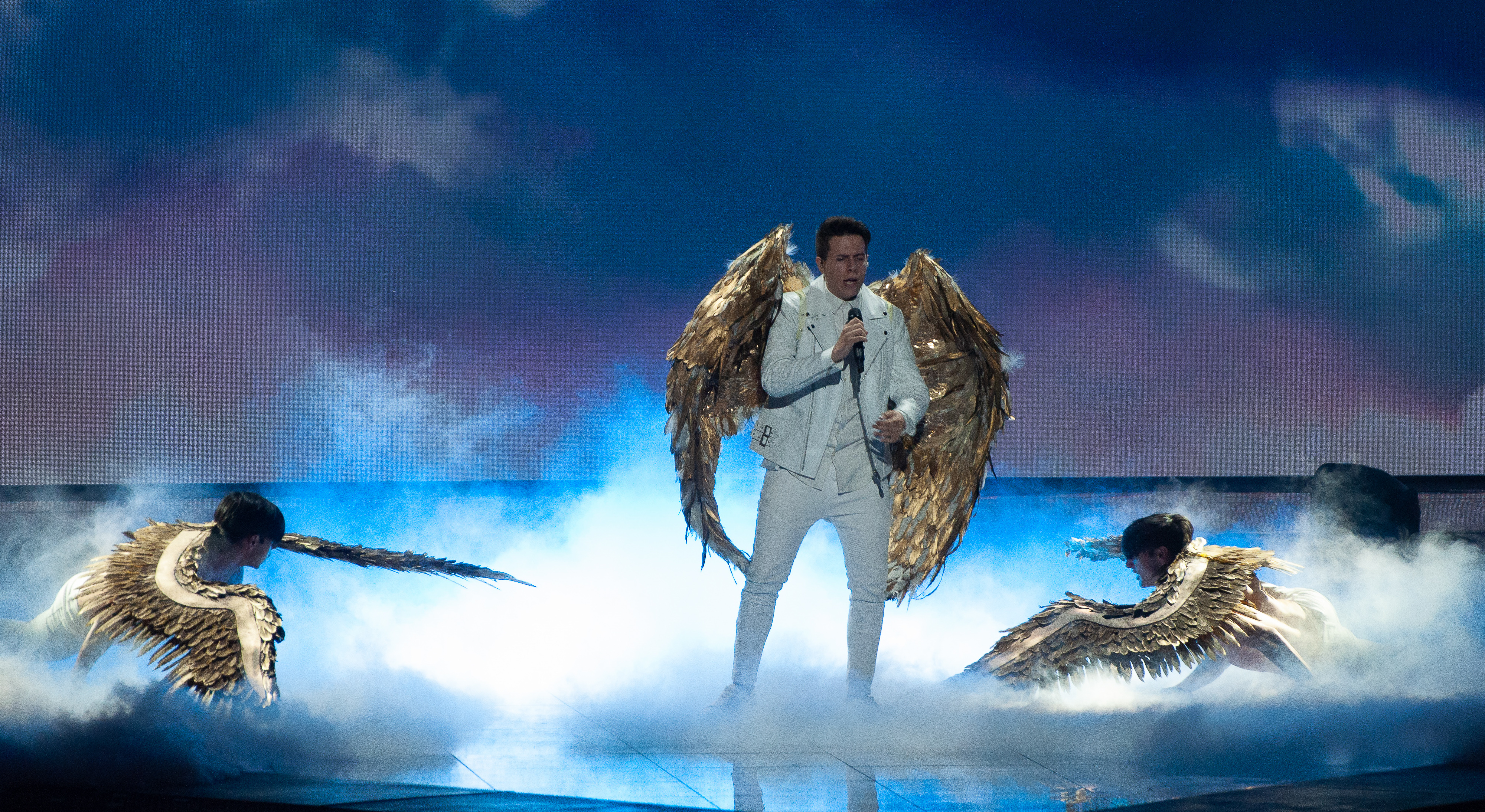
Roko Blažević à Tel Aviv (2019)
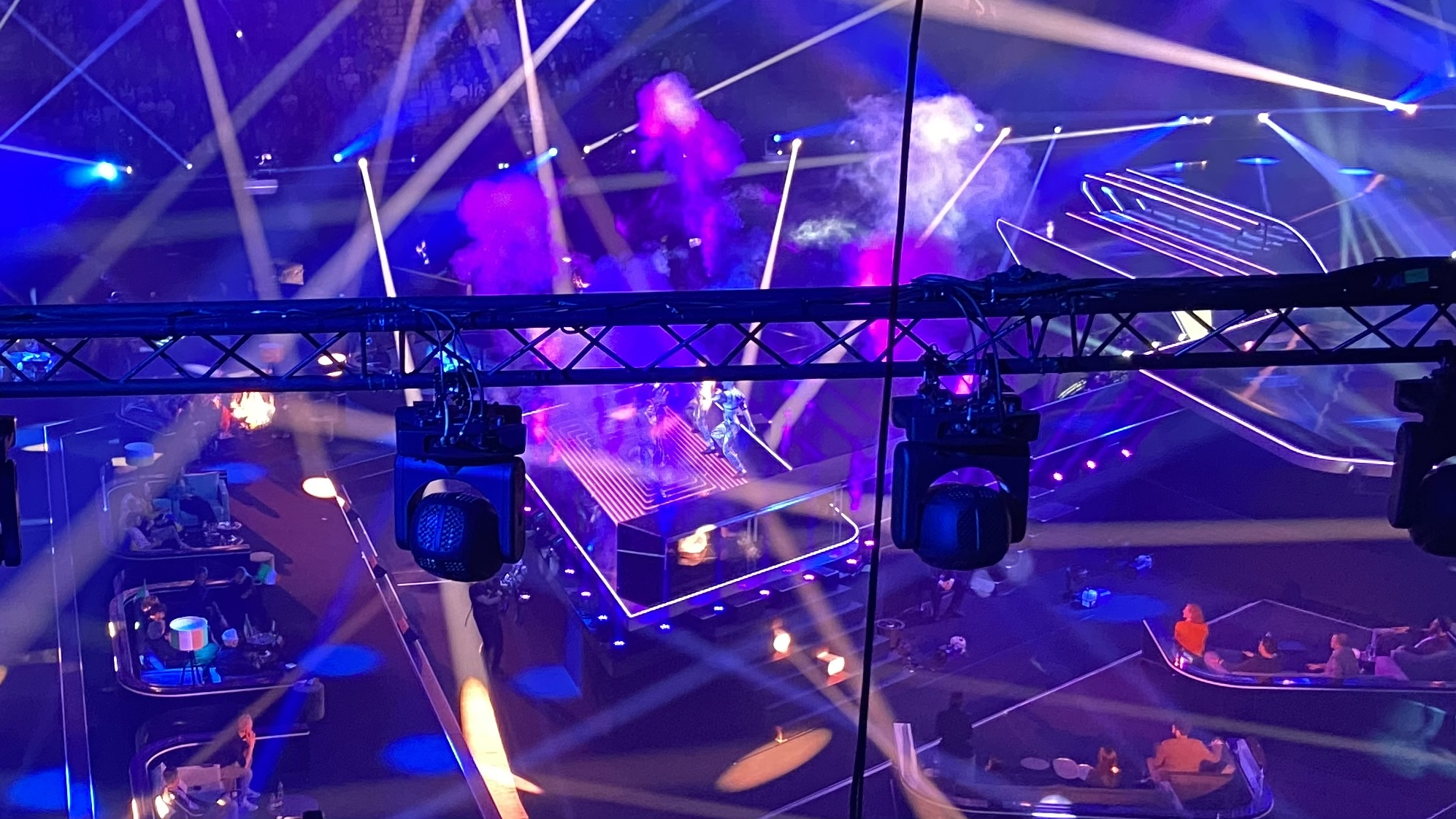
Albina Grčić à Rotterdam (2021)
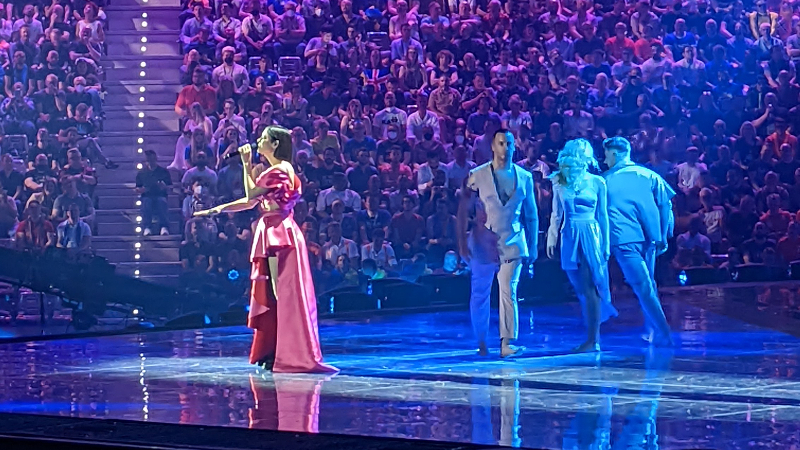
Mia Dimšić à Turin (2022)
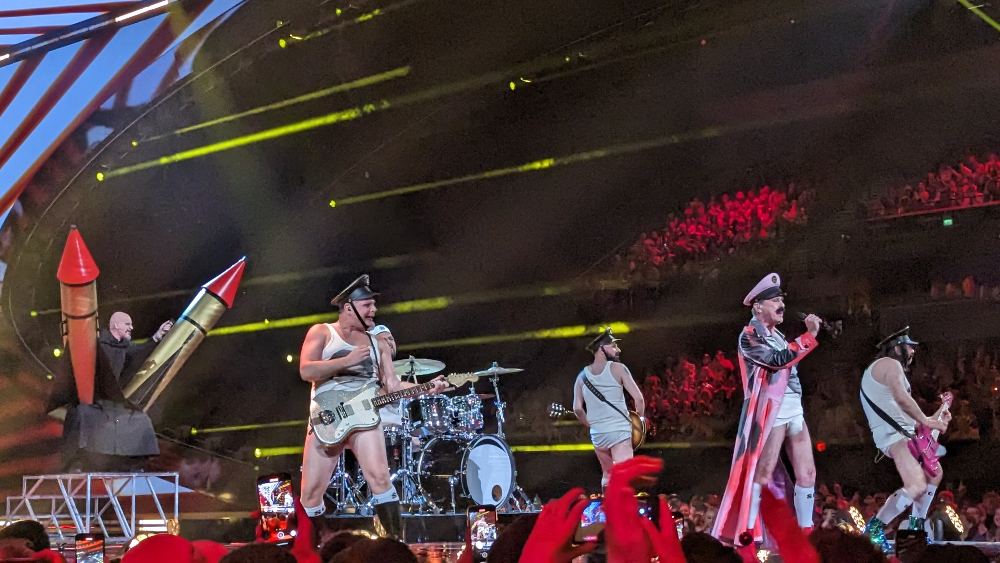
Let 3 à Liverpool (2023)
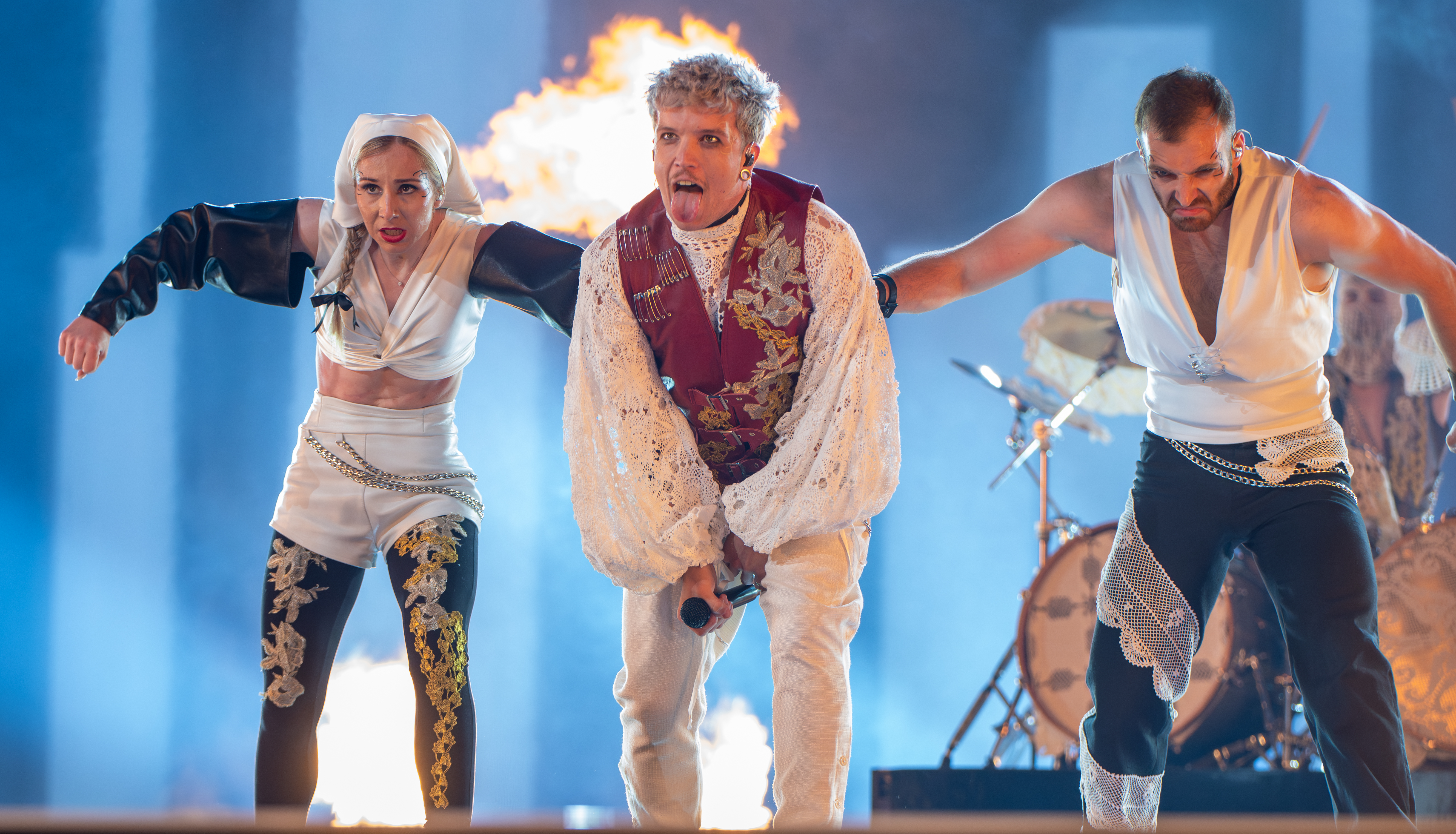
Baby Lasagna à Malmö (2024)
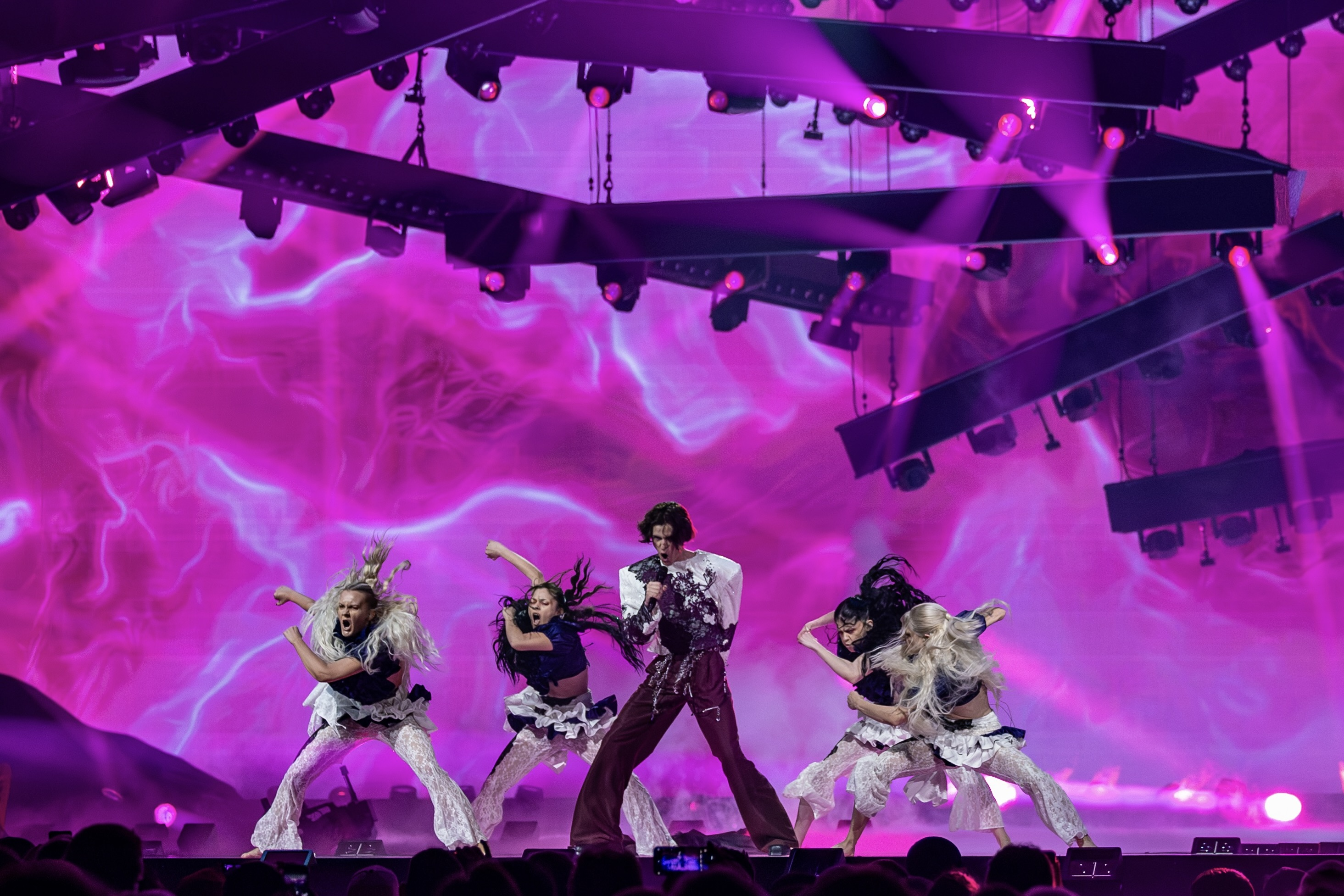
Marko Bošnjak à Bâle (2025)

## Chefs d'orchestre, commentateurs et porte-paroles
| Année | Chef d'orchestre                                     | Commentateur(s)                                      | Porte-parole                                         |
| ----- | ---------------------------------------------------- | ---------------------------------------------------- | ---------------------------------------------------- |
| 1993  | Andrej Baša                                          | Aleksandar Kostadinov                                | Veljko Đuretić                                       |
| 1994  | Miljenko Prohaska                                    | Aleksandar Kostadinov                                | Helga Vlahović                                       |
| 1995  | Stipica Kalogjera                                    | Aleksandar Kostadinov                                | Danijela Trbović                                     |
| 1996  | Alan Bjelinski                                       | Aleksandar Kostadinov                                | Danijela Trbović                                     |
| 1997  |                                                      | Aleksandar Kostadinov                                | Davor Meštrović                                      |
| 1998  | Stipica Kalogjera                                    | Aleksandar Kostadinov                                | Davor Meštrović                                      |
| 1999  |                                                      | Aleksandar Kostadinov                                | Marko Rašica                                         |
| 2000  |                                                      | Aleksandar Kostadinov                                | Marko Rašica                                         |
| 2001  | Ante Batinović                                       | Danijela Trbović                                     |                                                      |
| 2002  | Ante Batinović                                       | Duško Čurlić                                         |                                                      |
| 2003  | Danijela Trbović                                     | Davor Meštrović                                      |                                                      |
| 2004  | Aleksandar Kostadinov                                | Barbara Kolar                                        |                                                      |
| 2005  | Aleksandar Kostadinov                                | Barbara Kolar                                        |                                                      |
| 2006  | Duško Čurlić                                         | Mila Horvat                                          |                                                      |
| 2007  | Duško Čurlić                                         | Barbara Kolar                                        |                                                      |
| 2008  | Duško Čurlić                                         | Barbara Kolar                                        |                                                      |
| 2009  | Duško Čurlić                                         | Mila Horvat                                          |                                                      |
| 2010  | Duško Čurlić                                         | Mila Horvat                                          |                                                      |
| 2011  | Duško Čurlić                                         | Nevena Rendeli                                       |                                                      |
| 2012  | Duško Čurlić                                         | Nevena Rendeli                                       |                                                      |
| 2013  | Duško Čurlić                                         | Uršula Tolj                                          |                                                      |
| 2014  | Aleksandar Kostadinov                                | retrait                                              |                                                      |
| 2015  | retrait                                              | retrait                                              |                                                      |
| 2016  | Duško Čurlić                                         | Nevena Rendeli                                       |                                                      |
| 2017  | Duško Čurlić                                         | Uršula Tolj                                          |                                                      |
| 2018  | Duško Čurlić                                         | Uršula Tolj                                          |                                                      |
| 2019  | Duško Čurlić                                         | Monika Lelas Halambek                                |                                                      |
| 2020  | Concours annulé en raison de la pandémie de COVID-19 | Concours annulé en raison de la pandémie de COVID-19 | Concours annulé en raison de la pandémie de COVID-19 |
| 2021  |                                                      | Duško Čurlić                                         | Ivan Dorian Molnar                                   |

## Historique de vote
Depuis 1993, la Croatie a attribué en finale le plus de points à :
| Rang | Pays               | Points |
| ---- | ------------------ | ------ |
| 1    | Serbie             | 157    |
| 2    | Italie             | 147    |
| 3    | Bosnie-Herzégovine | 144    |
| 4    | Slovénie           | 118    |
| 5    | Ukraine            | 96     |
| 6    | Malte              | 85     |
| 7    | Russie             | 82     |
| 8    | Suède              | 75     |
| 9    | Macédoine du Nord  | 74     |
| 10   | France             | 72     |

Depuis 1993, la Croatie a reçu en finale le plus de points de la part de :
| Rang | Pays               | Points |
| ---- | ------------------ | ------ |
| 1    | Slovénie           | 155    |
| 2    | Bosnie-Herzégovine | 115    |
| 3    | Malte              | 91     |
| 4    | Macédoine          | 77     |
| 5    | Autriche           | 76     |
| 6    | Allemagne          | 73     |
| 7    | Suisse             | 72     |
| 8    | Serbie             | 59     |
| 9    | Islande            | 55     |
| 10   | Chypre             | 50     |
| 10   | Turquie            | 50     |

### 12 Points
Légende
 Vainqueur - La Croatie a donné 12 points à la chanson victorieuse / La Croatie a reçu 12 points et a gagné le concours
 2e place - La Croatie a donné 12 points à la chanson arrivée à la seconde place / La Croatie a reçu 12 points et est arrivée deuxième
 3e place - La Croatie a donné 12 points à la chanson arrivée à la troisième place / La Croatie a reçu 12 points et est arrivée troisième
 Qualifiée - La Croatie a donné 12 points à une chanson parvenue à se qualifier pour la finale / La Croatie a reçu 12 points et s'est qualifiée pour la finale
 Non-qualifiée - La Croatie a donné 12 points à une chanson éliminée durant les demi-finales / La Croatie a reçu 12 points mais n'est pas parvenue à se qualifier pour la finale
| Année         | Attribués            | Attribués                          | Reçus                                                                         | Reçus                                                               |
| Année         | Finale               | Demi-Finale                        | Finale                                                                        | Demi-Finale                                                         |
| 1993          | Norvège              | Pas de demi-finales                | Aucun                                                                         | Pas de demi-finales                                                 |
| 1994          | Irlande              | Pas de demi-finales                | Slovaquie                                                                     | Pas de demi-finales                                                 |
| 1995          | Malte                | Pas de demi-finales                | Espagne Malte Slovénie                                                        | Pas de demi-finales                                                 |
| 1996          | Malte                | Pas de demi-finales                | Aucun                                                                         | Pas de demi-finales                                                 |
| 1997          | Royaume-Uni          | Pas de demi-finales                | Aucun                                                                         | Pas de demi-finales                                                 |
| 1998          | Royaume-Uni          | Pas de demi-finales                | Macédoine Slovénie                                                            | Pas de demi-finales                                                 |
| 1999          | Slovénie             | Pas de demi-finales                | Espagne Slovénie                                                              | Pas de demi-finales                                                 |
| 2000          | Russie               | Pas de demi-finales                | Aucun                                                                         | Pas de demi-finales                                                 |
| 2001          | Danemark             | Pas de demi-finales                | Aucun                                                                         | Pas de demi-finales                                                 |
| 2002          | Malte                | Pas de demi-finales                | Slovénie                                                                      | Pas de demi-finales                                                 |
| 2003          | Russie               | Pas de demi-finales                | Aucun                                                                         | Pas de demi-finales                                                 |
| 2004          | Serbie-et-Monténégro | Serbie-et-Monténégro               | Aucun                                                                         | Aucun                                                               |
| 2005          | Serbie-et-Monténégro | Macédoine                          | Bosnie-Herzégovine Slovénie                                                   | Autriche Bosnie-Herzégovine Macédoine Serbie-et-Monténégro Slovénie |
| 2006          | Bosnie-Herzégovine   | Bosnie-Herzégovine                 | Bosnie-Herzégovine                                                            | Qualifiée d'office                                                  |
| 2007          | Serbie               | Serbie                             | Non qualifiée                                                                 | Aucun                                                               |
| 2008          | Bosnie-Herzégovine   | Macédoine                          | Aucun                                                                         | Aucun                                                               |
| 2009          | Bosnie-Herzégovine   | Serbie                             | Aucun                                                                         | Serbie                                                              |
| 2010          | Turquie              | Chypre                             | Non qualifiée                                                                 | Slovénie                                                            |
| 2011          | Slovénie             | Serbie                             | Non qualifiée                                                                 | Malte Serbie                                                        |
| 2012          | Serbie               | Bosnie-Herzégovine                 | Non qualifiée                                                                 | Bosnie-Herzégovine Serbie                                           |
| 2013          | Ukraine              | Danemark                           | Non qualifiée                                                                 | Aucun                                                               |
| 2016 Jury     | Australie            | Tchéquie                           | Aucun                                                                         | Pays-Bas                                                            |
| 2016 Télévote | Serbie               | Bosnie-Herzégovine                 | Aucun                                                                         | Bosnie-Herzégovine                                                  |
| 2017 Jury     | Hongrie              | Pays-Bas                           | Aucun                                                                         | Aucun                                                               |
| 2017 Télévote | Hongrie              | Hongrie                            | Monténégro Slovénie                                                           | Aucun                                                               |
| 2018 Jury     | Lituanie             | Israël                             | Non qualifiée                                                                 | Aucun                                                               |
| 2018 Télévote | Serbie               | Chypre                             | Non qualifiée                                                                 | Aucun                                                               |
| 2019 Jury     | Italie               | Macédoine                          | Non qualifiée                                                                 | Aucun                                                               |
| 2019 Télévote | Italie               | Macédoine                          | Non qualifiée                                                                 | Aucun                                                               |
| 2021 Jury     | Italie               | Malte                              | Non qualifiée                                                                 | Aucun                                                               |
| 2021 Télévote | Serbie               | Ukraine                            | Non qualifiée                                                                 | Macédoine Slovénie                                                  |
| 2022 Jury     | Serbie               | Portugal                           | Non qualifiée                                                                 | Aucun                                                               |
| 2022 Télévote | Serbie               | Ukraine                            | Non qualifiée                                                                 | Slovénie                                                            |
| 2023 Jury     | Italie               | Pas de vote du jury en demi-finale | Aucun                                                                         | Pas de vote du jury en demi-finale                                  |
| 2023 Télévote | Slovénie             | Finlande                           | Slovénie                                                                      | Serbie                                                              |
| 2024 Jury     | Portugal             | Pas de vote du jury en demi-finale | Chypre Serbie                                                                 | Pas de vote du jury en demi-finale                                  |
| 2024 Télévote | Serbie               | Serbie                             | Albanie Autriche Azerbaïdjan Danemark Irlande Islande Norvège Serbie Slovénie | Allemagne Australie Finlande Islande Serbie Slovénie Suède Ukraine  |